# 베를린 헤름스도르프역
베를린 헤름스도르프역(Bahnhof Berlin-Hermsdorf)은 베를린 라이니켄도르프구의 헤름스도르프에 위치한 철도역이다.
역 북쪽과 남쪽으로 각각 출입구가 개설되어 있다. 각 출입구는 보행자 터널을 통해서 노면 양쪽과 연결된다. 북동쪽 출입구에는 대합실이 설치되어 있으며, 역 광장에는 버스 정거장, 자전거 주차장, 택시 승강장, P&R 주차장이 설치되어 있다. 과거 열차선 노반을 사용하여 P&R 주차장이 추가로 조성되어 있다. 북동쪽 출입구에는 엘리베이터가 설치되어 있다. 역 북쪽에는 1922년부터 1925년까지 건축된 구 헤름스도르프 변전소 건물이 있다. 변전소 건물 남쪽에는 2011년부터 전자식 신호소 기계실이 있다. 선로 동쪽에는 구 헤름스도르프 화물역이 있으며, 현재 이 부지의 일부에는 2018년-2019년에 노인 요양원이 건축되었다. 1933년에 철거된 구 B 승강장(현재 승강장의 독쪽)은 계단과 계속 연결되어 있다.

## 역사
1877년 7월 10일 베를린 북부선 개통 당시 헤름스도르프(마르크)(Hermsdorf (Mark))역으로 개통했다. 개통 당시에는 단선 승강장에 장거리 열차만 정차했다. 1891년 10월 1일에 베를린 북역-오라니엔부르크역 구간이 복선화되었고, 헤름스도르프역은 베를린 근교 운임권에 포함되었다. 동시에 역에도 복선 승강장이 건설되었다. 일부 장거리 열차는 1891년 이후에도 헤름스도르프에 계속 정차했다. 근교선 열차의 느린 속도 때문에 장거리, 화물, 근교선 열차 모두에 병목 현상이 생기면서 1908년에 베를린 북부선의 베를린 북역-헤름스도르프역 구간이 복복선화되었고, 헤름스도르프역-오라니엔부르크역 구간은 모든 열차가 공유했다. 이 과정에서 선로가 고가화되어 노면과의 평면교차가 해소되었다. 1910년부터는 근교선 열차용으로 장거리선 서쪽에 별도의 선로가 개설되었으나, 헤름스도르프역 일대에서는 1913년 4월 25일에 완공되었다. 인근 택지 지구 접근성 개선을 위해서 역이 북쪽으로 이설될 예정이었기 때문에 기존의 승강장이 임시로 사용되었다.
복복선화 공사 이후에는 헤름스도르프역의 승강장이 2면 4선식으로 변경되었고, 근교선 선로 북쪽으로는 3선 규모의 인상선이 건설되었다. 역 동쪽에는 근교 화물선이 건설되었다. 헤름스도르프역-오라니엔부르크역 구간의 근교선 분리 공사가 진행되는 동안 베를린 프로나우역은 택지 지구에 교통망 공급을 위해서 1912년 여름까지 조기에 공사가 진행되었다.
1918년에 프로이센 정부에서 베를린-슈체친선, 크레멘선, 베를린 북부선의 전철화를 결정하면서 베를린 북부선 전철화 종점은 헤름스도로프역까지로 결정되었다. 초기에는 교류 가공 전차선을 사용할 예정이었으나, 1922년에 직류 제3궤조 전철화가 결정되었고 전철화 구간도 오라니엔부르크역까지로 확대되었다. 1924년 8월 8일에 슈체친선에 S반 전동차 운행이 시작된 후, 게준트브루넨역-헤름스도르프역-비르켄베르더역 전동차 운행은 1925년 6월 5일에 시작되었다. 오라니엔부르크역까지의 전철화는 같은 해 10월 6일에 완공되었다. 근교선 열차가 비르켄베르더역까지 정규 운행을 하면서 헤름스도르프역에 추가 승강장이 필요하지 않게 되었다. 1934년에는 섬식 승강장 1곳이 철거되었고, 인상선은 그대로 유지되었다. 1920년 10월 1일 대베를린 실행에 따라서 프로나우 일대까지 베를린 시역이 확대되면서 1937년/1938년에 현재의 역명인 베를린 헤름스도르프역으로 개칭되었다.
1940년대에는 헤름스도르프역에 독일 최초의 계전기식 신호소가 건설될 예정이었다. 율리우스 핀치 AG(Julius Pintsch AG)와 독일국영철도에서는 과거 기계식 신호소를 대체할 목적으로 계전기식 신호소를 개발하여 K44 계전기를 통하여 순수 전기식 제어로 변경할 예정이었다. 비르켄베르더역 일대에서는 VES형 신호소가 건설될 예정이었다. 그러나 두 신호소 모두 건설되지 못했고 정확한 과업 진행 상황은 알려지지 않았다.
1945년 이후에는 빌헬름스루-비르켄베르더 구간이 열차선과 S반선 각각 단선으로 축소되었다. 노선상에 교행역이 없었기 때문에 배차 간격을 1시간 미만으로 단축시킬 수 없었다. 1948년에 바이트만슬루스트역, 프로나우역, 호엔 노이엔도르프역에 교행선이 건설되면서 20분으로 배차 간격이 단축되었다. 1952년에는 서베를린 일대의 북부선 여객열차 운행이 중단되었다. 1946년에는 Hst 신호소가 영업을 시작했다. 1962년에서 1967년 사이에 독일국영철도 베를린지국은 신호소 영업을 중단했다. 복선으로 다시 건설된 인상선은 1982년 이전에 철거되었다.
1961년에 베를린 장벽이 건설되면서 프로나우역-호엔 노이엔도르프역 구간의 S반 운행이 중단되었다. 서베를린 S반 보이콧으로 인하여 승객 수는 감소했지만 북부선의 S반 운행은 1980년 파업 이전까지 계속되었다. BVG에서 운영권을 양도받으면서 1984년 1월 9일부터는 운행이 중단되었다. 양도 이후 연선 주민들의 재개통 요구를 받으면서 1984년 10월 1일에 임시로 노선의 영업이 재개되었다. 1985년 말까지 개보수공사를 위해서 일부 구간의 영업이 중단되기도 했다. 비테나우역-프로나우역 구간 시설 개보수 및 재복선화 공사는 1986년 12월 22일까지 진행되었다. 영업 재개와 동시에 계전기식 신호소가 다시 설치되었다. 화물역 영업은 재개되지 않았다.
독일의 재통일 이후 프로나우역-호엔 노이엔도르프역 구간이 다시 연결되면서 1992년 5월 31일부터 북부선 S반 열차가 오라니엔부르크까지 운행할 수 있게 되었다. 2011년 10월에는 쇤홀츠역-프로나우역 구간에 전자식 신호소가 도입되었고 Hf 신호소의 영업이 중단되었다. 그와 동시에 베를린 S반에서 최초로 ZBS 보안 장치가 도입되었다. 2014년 12월부터는 1인 승무용 ZAT-FM이 도입되었다.

## 인접 정차역
베를린 버스 326, N25번 및 오버하펠군 버스 806, 809번과 환승할 수 있다.
| 베를린 S반                   | 베를린 S반 | 베를린 S반                        |
| ---------------------------- | ---------- | --------------------------------- |
| 프로나우 오라니엔부르크 방면 | S1         | 바이트만슬루스트 베를린 반제 방면 |